# Alfredo Cámara Vales
Alfredo Cámara Vales fue un político mexicano que fue gobernador del Territorio Federal de Quintana Roo de 1912 a 1913. De origen yucateco, fue hermano de María Cámara Vales y cuñado del maderista José María Pino Suárez, vicepresidente de México de 1911 a 1913. Su hermano, Nicolás Cámara Vales fue Gobernador de Yucatán durante el mismo periodo. 

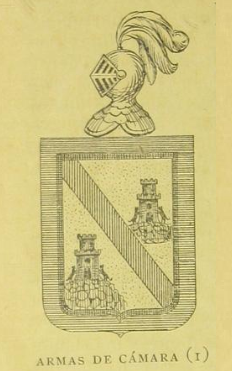
Escudo de la familia Cámara.

Cámara Vales fue designado jefe político del Territorio Federal de Quintana Roo el 9 de septiembre de 1912 casi seis meses después, el 27 de febrero de 1913, fue cesado del cargo por Victoriano Huerta, quien usurpó el gobierno de la República y ordenó el asesinato de Francisco I. Madero y José María Pino Suárez. 
Ese año Cámara Vales junto con el general y ex-Gobernador de Campeche de  Manuel Castilla Brito organizó un movimiento revolucionario que intentó derrocar a Huerta; para el efecto adquirió un cargamento de armas en Estados Unidos que condujo personalmente desde Nueva Orleans hasta Honduras Británica (hoy Belice), con el apoyo de la empresa United Fruit Company. Los revolucionarios establecieron cuarteles militares en la colonia británica y en Guatemala.
En 1914 realizó incursiones a los estados de Campeche, Tabasco y Chiapas. En ese año se afilió al carrancismo. Las últimas noticias disponibles de su quehacer revolucionario llegan hasta 1915.  
En la década de 1920 se dedicó a la explotación del chicle en Quintana Roo.
- Datos: Q5667638